# Chiến tranh Tinh tinh Gombe
Chiến tranh Tinh tinh Gombe (còn gọi là "Cuộc chiến Bốn năm" của Gombe), kéo dài từ năm 1974 đến năm 1978, là một cuộc xung đột bằng vũ lực giữa hai bầy tinh tinh ở công viên quốc gia Gombe Gombe, Tanzania. Các bên xung đột là Kasakela và Kahama, có lãnh thổ lần lượt là phần phía bắc và phía nam công viên. Hai bầy tinh tinh này đã từng sống chung trong một đàn duy nhất, nhưng vào năm 1974, nhà nghiên cứu đang quan sát cộng đồng khỉ này là Jane Goodall đã nhận thấy có sự phân chia địa bàn sinh sống của đàn tinh tinh với một nhóm ở phía bắc và nhóm còn lại ở phía nam. Những phân tích bằng máy tính các ghi chép của Goodall sau đó hé lộ rằng đã có sự rạn nứt xã hội giữa hai bầy tinh tinh này từ đầu năm 1971.
Bầy Kahama, sống ở phía nam, gồm sáu con đực trưởng thành (trong số đó có ba con tinh tinh được Goodall đặt tên là "Hugh", "Charlie" và "Goliath"), ba con cái trưởng thành và các con của chúng, và một con đực mới lớn (tên là "Sniff"). Trong khi đó bầy Kasakela thì đông hơn, với mười hai con cái trưởng thành cùng các con của chúng, và tám con đực trưởng thành.

## Cuộc chiến
Dấu hiệu xung đột đầu tiên xảy ra vào ngày 7 tháng 1 năm 1974, khi một bên là sáu con tinh tinh đực trưởng thành của Kasakela tấn công và giết chết "Godi", một con tinh tinh đực mới lớn của Kahama đang dùng bữa trên cây. Đây là lần đầu tiên người ta chứng kiến cảnh những con tinh tinh này giết chết đồng loại của mình một cách có chủ ý.
Trong bốn năm tiếp theo, tất cả sáu con đực trưởng thành của Kahama đã bị các con đực của Kasakela hạ sát. Trong số các con cái của Kahama, một con bị giết, hai con mất tích và ba con đã bị bầy khỉ đực của Kasakela đánh đập và bắt cóc. Kasakela sau đó đã thắng lợi giành lấy lãnh thổ từng là của Kahama.
Tuy nhiên chiến lợi phẩm lãnh thổ này không kéo dài lâu; khi Kahama tháo lui, lãnh thổ mới của Kasakela giờ phải đương đầu trước một cuộc chiến giành lãnh thổ từ một bầy tinh tinh khác gọi là Kalande. Bị đe dọa bởi sức mạnh vượt trội và số lượng thành viên của bầy Kalande, cùng với một số cuộc đụng độ dọc theo lãnh địa, bầy Kasakela nhanh chóng nhượng lại nhiều phần lãnh thổ mới của chúng.

## Ảnh hưởng đối với Goodall
Cuộc chiến bùng nổ khiến Goodall rất ngạc nhiên và bất ngờ, vì xưa nay bà luôn luôn xem tinh tinh, mặc dù không giống như biểu hiện ở con người, có lối hành xử "'tử tế' hơn". Cùng với các quan sát trong năm 1975 khi một con cái có thứ bậc cao trong bầy ăn thịt một con sơ sinh đồng loại, diễn biến đẫm máu trong cuộc chiến Gombe đã lần đầu tiên phơi bày trước Goodall "mặt tối" trong hành vi của loài tinh tinh. Bà đã cảm thấy vô cùng phiền não bởi khám phá này; trong cuốn hồi ký Through a Window: My Thirty Years with the Chimpanzees of Gombe, bà viết:
Suốt nhiều năm, tôi đã đấu tranh để tìm sự thỏa hiệp với kiến thức mới này. Thường mỗi lần tỉnh giấc trong đêm, những hình ảnh kinh hoàng cứ thế lan thấu tâm trí tôi—Satan [tên của một trong các con tinh tinh], vòng tay xuống dưới cằm của Sniff để uống máu đang trào ra từ một vết thương sâu trên mặt nó; già Rodolf, vốn rất lành tính, đứng thẳng người lên để ném một tảng đá nặng bốn pound vào thân xác đang tàn tạ của Godi; Jomeo xé một dề da khỏi đùi của Dé'; Figan đánh đấm liên tục vào cơ thể đầy thương tích và run rẩy của Goliath, một trong những người hùng thuở bé của nó....

## Pháp lý

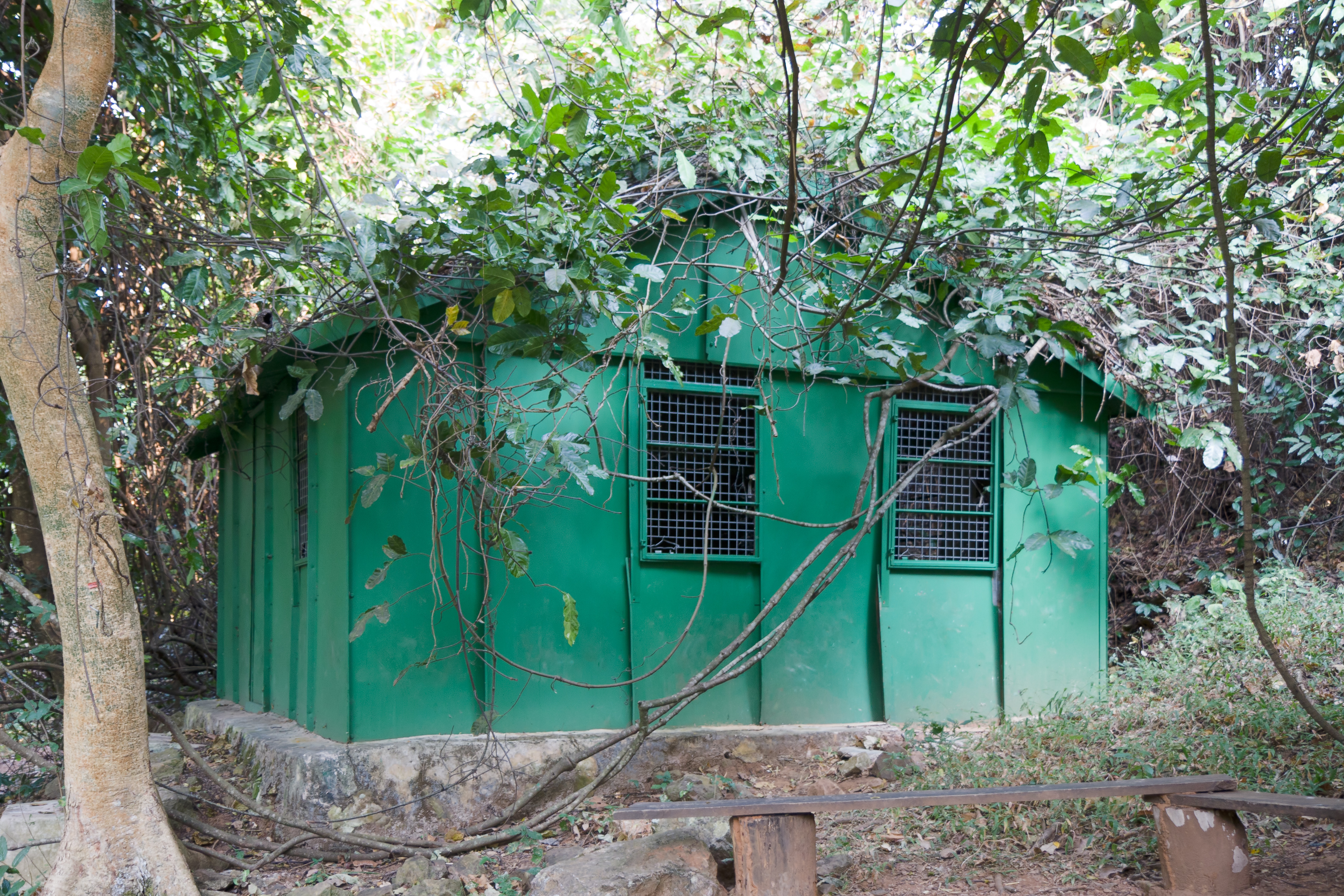
Nhà cho ăn mà Goodall dùng để nuôi đàn tinh tinh Gombe.

Khi Goodall báo cáo lại các sự kiện trong Chiến tranh Gombe, nhiều người đã không tin vào những tường thuật của bà về một cuộc chiến tự nhiên diễn ra giữa các con tinh tinh. Vào thời gian đó, hình mẫu khoa học về hành vi của con người và động vật hầu như chưa bao giờ trùng khớp với nhau. Một số nhà khoa học cáo buộc bà là người theo thuyết nhân hóa; những người khác cho rằng sự có mặt của bà, và các thử nghiệm nuôi tinh tinh của bà, đã sinh ra xung đột bạo lực trong một xã hội hòa bình của tự nhiên. Tuy nhiên, những nghiên cứu sau đó sử dụng các phương pháp ít can thiệp chứng minh rằng xã hội của loài tinh tinh trong tự nhiên có xảy ra những cuộc chiến giành quyền lực.